# Joby Harold
Joby Harold (...) è un produttore cinematografico, sceneggiatore e regista britannico.

## Filmografia

### Produttore

#### Cinema
- Edge of Tomorrow - Senza domani, regia di Doug Liman (2014) - esecutivo
- My Blind Brother, regia di Sophie Goodhart (2016) - esecutivo
- King Arthur - Il potere della spada, regia di Guy Ritchie (2017)
- Robin Hood - L'origine della leggenda, regia di Otto Bathurst (2018) - esecutivo
- John Wick 3 - Parabellum, regia di Chad Stahelski (2019) - esecutivo
- Atlas, regia di Brad Peyton (2024)
- Mr. Morfina, regia di Dan Berk e Robert Olsen (2025)

#### Televisione
- Underground – serie TV, 20 episodi, esecutivo (2016-2017)
- Spinning Out – serie TV, 10 episodi, esecutivo (2020)
- Obi-Wan Kenobi – miniserie TV, 6 puntate, esecutivo (2022)
- Monarch: Legacy of Monsters – serie TV, 10 episodi, esecutivo (2023- )

### Sceneggiatore

#### Cinema
- Awake - Anestesia cosciente, regia di Joby Harold (2007)
- Edge of Tomorrow - Senza domani, regia di Doug Liman (2014) - revisioni
- King Arthur - Il potere della spada, regia di Guy Ritchie (2017)
- John Wick 3 - Parabellum, regia di Chad Stahelski (2019) - revisioni
- Army of the Dead, regia di Zack Snyder (2021)
- Transformers - Il risveglio, regia di Steven Caple Jr. (2023)
- The Flash, regia di Andy Muschietti (2023) - soggetto

#### Televisione
- Obi-Wan Kenobi – miniserie TV, 6 puntate (2022)

### Regista
- Awake - Anestesia cosciente (2007)